# Brut y Tywysogion

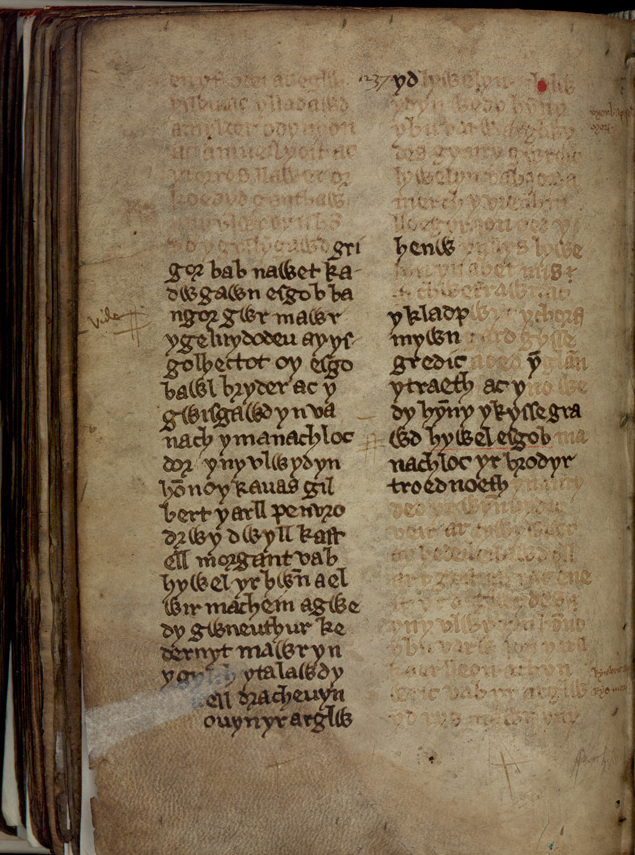
Peniarth Ms. 20, folio 260v. (ca. 1330). Bei diesem Manuskript handelt es sich um die älteste Kopie der Brut y Tywysogion, einer Übersetzung ins Walisische eines verlorenen lateinischen Werkes, der Cronica Principium Wallie.

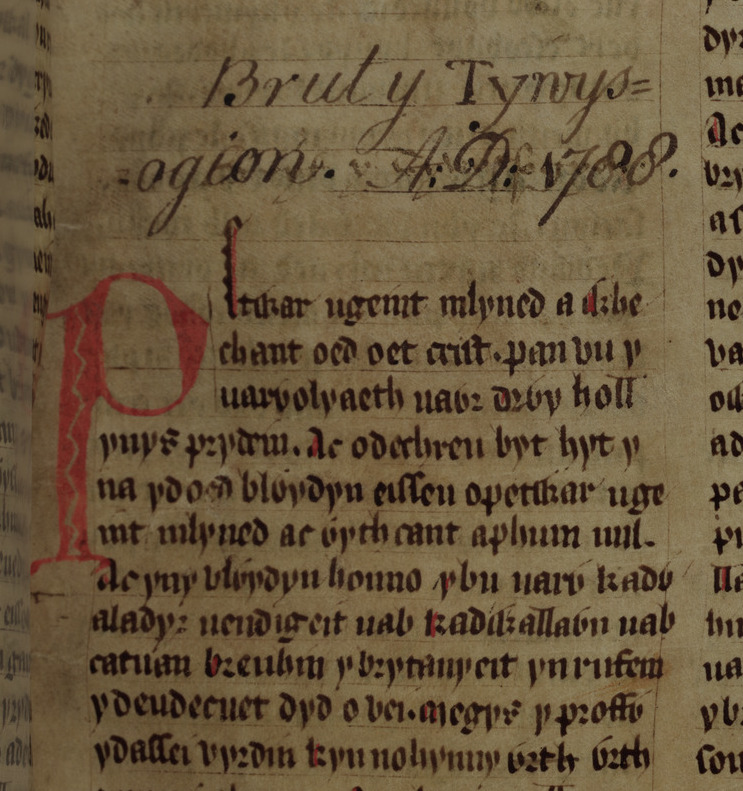
Die ersten Zeilen des Brut y Tywysogion aus dem Roten Buch von Hergest.

Brut y Tywysogion (englisch Chronicle of the Princes) ist eine der wichtigsten Primärquellen für die Erforschung der walisischen Geschichte. Bei dem Dokument handelt es sich um eine annalistische Chronik, die als Fortsetzung der Historia Regum Britanniae des Geoffrey of Monmouth dient. Die Brut y Tywysogion wurde in diversen Übersetzungen ins Walisische überliefert. Das originäre lateinische Werk ist nicht auf uns gekommen und damit verloren. Die wichtigste Version befindet sich in Robert Vaughans Peniarth MS. 20. Das berühmte Rote Buch von Hergest enthält eine ein wenig kürzere Variante. Die Version mit dem Namen Brenhinoedd y Saeson (Könige der Engländer) kombiniert Material aus den walisischen Annalen mit Material aus englischen Dokumenten.
Die Version Peniarth MS. 20 beginnt mit dem Jahr 682 und setzt mit einer Aufzeichnung zum Tode des Cadwaladr ein und endet im Jahr 1332. Die Einträge für die frühen Jahre sind kurz gehalten. Für gewöhnlich handelt es sich um Aufzeichnungen von Todesfällen und besonderer Ereignisse wie Seuchen oder Erdbeben. Spätere Einträge sind detaillierter. Der Hauptfokus liegt dabei auf den Herrschern der Königreiche Gwynedd, Powys und Deheubarth. Aber auch kirchengeschichtlich relevante Ereignisse werden notiert, so zum Beispiel die Angleichung des Osterdatums, so wie es in der walisischen Kirche gefeiert wurde, an die römische Präferenz durch „Elbodius“ (Elfodd), Bischof von Bangor, im Jahr 768. Ereignisse, die sich in England, Irland, Schottland, der Bretagne und bisweilen auch in Frankreich abgespielt haben, werden vom Chronisten kurz notiert.
Es wird davon ausgegangen, dass die originären Annalen in der Abtei Strata Florida niedergeschrieben wurden. Womöglich wurden sie bis ins 11. Jahrhundert in  Llanbadarn Fawr aufbewahrt. Annalen aus weiteren Abteien wurden ebenfalls für die Zusammenstellung benutzt. Mindestens eine der Übersetzungen ins Walisische soll in Strata Florida unternommen worden sein.